# Oeonistis braeckeli
Oeonistis braeckeli là một loài bướm đêm thuộc phân họ Arctiinae, họ Erebidae.